# Carmel de Moulins
Le carmel de Moulins est un monastère de carmélites fondé en 1628 et situé à Moulins (Allier).

## Histoire

### Première fondation
Cinq carmélites venant du carmel de Riom fondent le carmel de Moulins le 28 octobre 1628 et s'installent rue de Bapaume le 4 décembre 1628 ; il est consacré  le 24 décembre suivant à la  « Nativité de Notre-Seigneur » et la chapelle est consacrée en 1698. Les agrandissements et constructions diverses se poursuivent jusqu'en 1720. Une personnalité de cette première époque a connu un destin particulier, Sr Marguerite de la Croix (morte en 1697). Née dans une famille de l'aristocratie géorgienne, elle est enlevée par les Turcs et réduite en esclavage. Libérée par le versement d'une rançon, elle se met au service de la reine de France, Marie de Médicis, et ensuite entre au carmel de Paris, puis au carmel de Moulins.  
Les vœux religieux sont abolis en 1790 et les dix-huit carmélites de Moulins sont expulsées le 17 septembre 1792. Le monastère sert de prison sous la Terreur, puis il est démoli. Après le retour au culte, les onze carmélites survivantes rejoignent le carmel de Nevers.

### Seconde fondation
Ce n'est que sous le Second Empire que la communauté de Moulins est à nouveau formée grâce à l'arrivée - encore une fois - de religieuses venant de Riom, conduites par Mère Joséphine du Sacré-Cœur (1801-1868) qui en devient la prieure, puis de celle de la fondation de Lille en 1861. Elles s'installent rue de Paris le 28 novembre 1852, avec l'accord de l'évêque de Moulins, Mgr de Dreux-Brézé, et la chapelle est consacrée à l'Immaculée Conception, le 19 mars 1869. Entre 1860 et 1863, le R.P. Hermann Cohen o.c.d. (Augustin-Marie du Très Saint Sacrement) fréquente régulièrement la communauté.
En 1901, les lois anticatholiques de la Troisième République obligent la communauté à trouver refuge en Hollande à Dussen ; elles sont alors vingt trois moniales et trois tourières. Le carmel sert d'annexe au grand séminaire. La communauté ne peut retourner à Moulins que le 5 juillet 1920,.
En 1978, le carmel de Moulins a fêté son 350e anniversaire de présence dans la capitale du Bourbonnais. Le carmel vit de travaux et de vente de lingerie et de broderie.
En 2018, elles sont quatorze moniales.

### Fondations
Les carmélites de Moulins ont fondé le troisième carmel de Lille en 1861, le carmel de Lons-le-Saunier en 1863, ainsi que celui de Saint-Germain-en-Laye la même année. Une sœur de Moulins, Sr Marie des Anges, participe en 1929 à la fondation du carmel de Than-Hoa au Tonkin, en Indochine, et plus tard la prieure de Moulins, Mère Marie de l'Eucharistie, et Sr Thérèse de Jésus, partent pour le Vietnam du Sud en 1960 participer à la fondation du carmel de Nha-Trang,. Une moniale, Sr Thérèse de Saint-Joseph, part aider à la fondation du carmel de Sebikotane au Sénégal en 1954.

## Architecture
La chapelle appareillée en briques présente une coupole en casque à la croisée, surmontée d'une grande statue de l'Immaculée Conception les mains jointes, couronnée d'étoiles et debout sur un croissant de lune posé sur le globe terrestre, tel que le raconte le récit de l'Apocalypse. La façade sans ornement est éclairée d'un triplet de baies en plein cintre. L'architecture de l'ensemble est de style romano-byzantin. Le plan est celui d'une croix latine et la nef est à trois travées.